# Ciclón de Sri Lanka de 2000

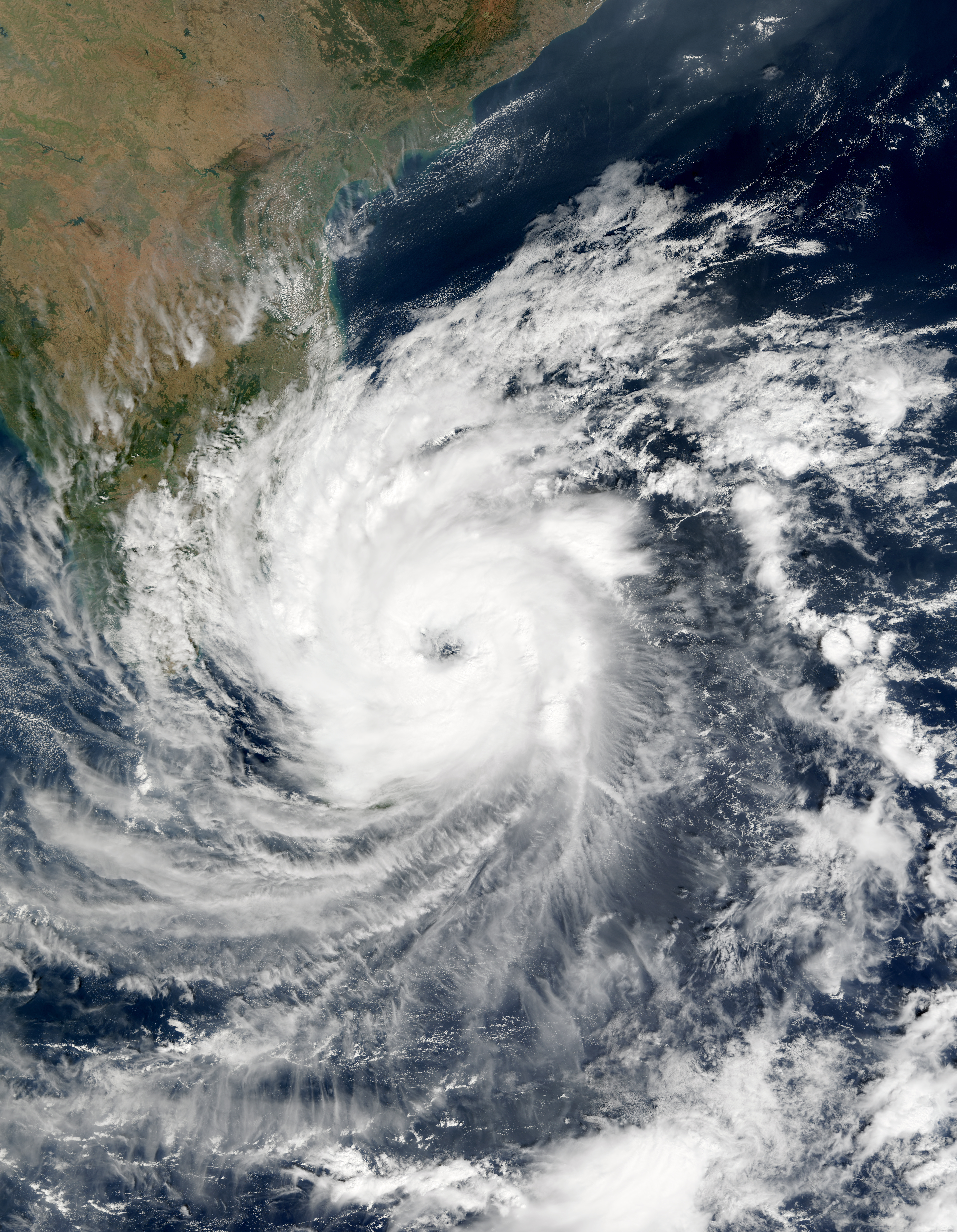
Ciclón 04B en el punto de máxima intensidad, previo a tocar tierra firme. Imagen del 26 de diciembre de 2000. El ojo de la tormenta se observa en el centro de la imagen.

El ciclón de Sri Lanka del año 2000 (Denominación IMD: BOB 06 denominación JTWC: 04B) fue el ciclón tropical de mayor fuerza en alcanzar Sri Lanka desde 1978. Fue la cuarta tormenta tropical y la segunda tormenta ciclónica severa de la temporada de ciclones del año 2000 en el Océano Índico, la misma se desarrolló el 25 de diciembre de 2000 a partir de una zona de clima inestable. Se desplazó hacia occidente, y rápidamente aumentó su intensidad al encontrar condiciones favorables hasta desarrollar vientos de 120 km/h. El ciclón impactó contra la costa este de Sri Lanka con su máxima intensidad, luego se debilitó un tanto al atravesar la isla antes de penetrar en el sur de India y disiparse el 28 de diciembre.
La tormenta fue el primer ciclón en atravesar Sri Lanka con vientos de fuerza huracanada desde que un ciclón con vientos de 175 km/h azotara la isla en 1978, además fue la primera tormenta tropical que impactó con la isla desde 1992. La tormenta fue también el primer ciclón tropical de diciembre con intensidad de huracán en la Bahía de Bengala desde 1996. El mismo produjo abundantes lluvias y vientos intensos, dañando decenas de miles de casas y dejando un saldo de 500,000 personas sin casa. Por lo menos 9 personas perdieron la vida a causa de este ciclón.